# Kurt Tudyka
Kurt P. Tudyka (* 14. April 1935 in Zawadzkie, Provinz Oberschlesien) ist ein deutscher Politologe und Friedensforscher. Seit 1972 war er Lehrstuhlinhaber für Politikwissenschaft und internationale Beziehungen an der Universität Nijmegen und ist seit 1992 Emeritus.

## Biografie
Nach Ausbildung und Arbeit in einem Elektro-Konzern studierte Tudyka Theater-, Wirtschafts- und Politikwissenschaft an den Universitäten Köln, Erlangen und Boulder/USA. Er machte ein Volontariat bei den Nürnberger Nachrichten und arbeitete anschließend von 1960 bis 1962 als Hauptamtlicher Betreuer für ausländische Studenten beim Akademischen Auslandsamt der Universität Erlangen. Seine Dissertation über die Geld- und Kreditpolitik der Bundesbank (1964), betreut von Rudolf Stucken, und seine Habilitationsschrift über die Außenwirtschaftspolitik in der Ära Adenauer (1969) wiesen schon auf sein Forschungsinteresse am Wechselverhältnis zwischen sozioökonomischen Institutionen und internationaler Politik hin. An das Studium schloss sich bis 1971 eine Tätigkeit als wissenschaftlicher Assistent bei Waldemar Besson und Wissenschaftlicher Rat der Universität Erlangen-Nürnberg an. Nach einem einjährigen Forschungsaufenthalt an der Harvard-Universität/USA folgte Tudyka 1972 einem Ruf an die Universität Nijmegen/Niederlande auf den Lehrstuhl für Politikwissenschaft und internationale Beziehungen, der er seit 1992 als Emeritus angehört. Dort war er von 1974 bis 1977 und 1981 bis 1983 Vorsitzender des „Instituut voor Politicologie“ und von 1972 bis 1983 Vorsitzender des „Centrum voor Polemologie“. 1993 wurde er zum Honorarprofessur an der Universität Osnabrück ernannt. Er lehrte als Gastprofessor und Gastdozent an mehreren Universitäten (u. a. Mainz, FU Berlin, Münster, Essen, Hamburg, Wien, Newark/USA, Wrocław, Lublin, Arborg, Venedig/Padua, Klagenfurt).
Er war 1988 Gründungs- und bis 1992 Vorstandsmitglied des European University Center for Peace Studies, Stadtschlaining/Österreich sowie von 1994 bis 2014 Senior Research Fellow des Instituts für Friedensforschung und Sicherheitspolitik der Universität Hamburg. Von 1972 bis 1976 war er Vorsitzender der Arbeitsgemeinschaft für Friedens- und Konfliktforschung und von 1971 bis 1976 Mitglied im Beirat der Deutschen Vereinigung für Politikwissenschaft, deren Arbeitskreis „Gesamteuropäische Politik der Zusammenarbeit“ er initiierte und leitete. Er leitete die „Study Group on International Division of Labour“ der International Peace Research Association (IPRA) von 1976 bis 1980; seit 1992 ist er Mitglied der Vereinigung Deutscher Wissenschaftler (VDW). Er war Mitbegründer und Mitherausgeber des Jahrbuches Weltpolitik 1981 bis 1983 und Chefredakteur des von ihm zusammen mit Dieter Lutz geschaffenen OSZE-Jahrbuches (Yearbook on the Organization for Security and Co-operation in Europe) von 1995 bis 2000.
In den siebziger Jahren untersuchte Tudyka in länderübergreifenden empirischen Forschungsprojekten die Internationalisierung von „Lohnarbeit und Kapital“, die sich institutionell in den konfliktreichen Beziehungen der Gewerkschaften zu den multinationalen Konzernen äußerte. Diese Widerspruchsanalysen weckten sein Interesse an der Konflikte regelnden und Frieden stiftenden Funktion internationaler Organisationen. Sie trügen überdies den Appell an die Vernunft als einen utopischen Entwurf für eine Gegenwelt in sich, der einer sich nur auf Tradition berufenden einzelstaatlichen Herrschaft und ihrem schrankenlosen Gewaltmonopol sowie ihrer behaupteten Souveränität auf der willkürlich parzellierten Erde ebenso widerspräche wie der Hegemonie einer globalen Macht. Die hier von Tudyka beschworene Vernunft weist auf Bedingungen, Strukturen und Prozesse für eine im weitesten Sinn friedliche Welt. Daher widmete er sich seit den achtziger Jahren besonders einer kritischen Friedensforschung und kontinuierlich Studien über die Organisation für Sicherheit und Zusammenarbeit in Europa (OSZE).
Seit 2001 lebt Tudyka in Bonn und war dort von 2006 bis 2016 Vorsitzender der Freunde der Kammerspiele. 2006 bis 2007 war er Kurator der Reihe „Utopias Dienstag“ am Theater Bonn, die politisch unterschiedliche Aspekte des Utopie-Diskurses in Filmen, Literatur und Wissenschaft durch Schauspieler und Utopie-Forscher präsentierte.

## Publikationen (Auswahl)
- Teilungen, Frankfurt/Hamburg, 1969.
- Internationale Beziehungen, Stuttgart 1971.
- Kritische Politikwissenschaft, Stuttgart 1973.
- Macht ohne Grenzen und grenzenlose Ohnmacht. Arbeitnehmerbewusstsein und die Bedingungen gewerkschaftlicher Gegenstrategien in multinationalen Konzernen, Frankfurt 1978.
- Conflicthaarden in de Derde Wereld. Geschillen over Grenzen, Nijmegen 1984.
- „Weltgesellschaft“ – Unbegriff und Phantom, Hamburg 1989.
- Onze Nieuwe Wereldorde tussen Internationalisering, Europeisering en Renationalisering, Nijmegen 1992.
- Der weltweite Kampf um Arbeit, Hamburg 1994.
- Libertas Bataviae. Ein kritischer Blick auf die Gegenwart der Niederlande. In: Bernd Müller: Vorbild Niederlande? Münster 1998, S. 55–73.
- Über Intellektuelle in der Oper – Von der Macht der Köpfe, Hofgeismar/Wien 2000.
- Hegemonie und Globokratie. Der Richtungsstreit um die Weltordnungspolitik zwischen Europa und den USA, Baden-Baden 2002/2003.
- Außenwirtschaftspolitik der Niederlande. In: Jürgen Bellers, Michael Neu: Handbuch der Außenwirtschaftspolitiken, Münster 2003/2004, S. 100–115.
- Niederlande. In: Wolfgang Gieler: Handbuch Europäischer Migrationspolitiken. Die EU-Länder und die Beitrittskandidaten, Münster 2004, S. 125–137.
- Die OSZE – In Sorge um Europas Sicherheit. Kooperation statt Konfrontation, Hamburg 2007.
- Ist eine andere Welt möglich? Utopische Zwischenrufe, Hamburg 2010.
- Fünf Jahre Freunde der Kammerspiele, Bonn 2011.
- Die Teilung der Erde. Grenzen der Globalisierung – Globalisierung der Grenzen, Hamburg 2015.
- Freunde der Kammerspiele. Ein bürgerschaftliches Engagement, Bonn 2016.
- Vorhang auf – Schauspieldirektorium Theater Bonn 2013–2018, Bonn 2018.